# Pedro Antonio de Alarcón
Pedro Antonio de Alarcón y Ariza (Guadix, 1833. március 10. – Madrid, 1891. július 19.) spanyol író, A háromszögletű kalap szerzője.

## Életpályája
Elszegényedett nemesi családból származott. Jogi meg teológiai tanulmányokat is folytatott, de jobban vonzották őt a város irodalmi körei. Otthagyta az egyetemet, Granadában, majd Madridban újságíróskodott, megírta első regényét (A Norma fináléja, 1855), novellákat adott közre.
Egy sikertelen színházi próbálkozás után (A tékozló fiú, 1857) 1859–60-ben részt vett egy marokkói hadműveletben. Ebből az élményből született első sikeres irodalmi munkája, egy hazafias beszámoló a hadjáratról. Ezen felbuzdulva kiadta nápolyi úti emlékeit is.
Az 1868-as karlista forradalmat megelőző zűrzavaros helyzetben belevetette magát a politikába. Keresztény-konzervatív nézeteket vallott, de a vakbuzgóságot és erőszakot elutasította.
1873 körül kezdődött művészi pályájának második szakasza; bekerült a korabeli spanyol társadalom eszei és művészeti küzdelmeinek centrumába. Ekkor születtek legjobb és leginkább vitatott művei. Az erősödő spanyol anarchizmus és a polgári liberális áramlatok hívei számos támadást intéztek ellene, mert délszaki kedélye csak művészi mintákat keresett a kortárs francia irodalomban, de világnézetében hű katolikus maradt, anélkül azonban, hogy átvette volna a katolicizmus szélsőségeit. La Alpujarra című regényében élesen bírálja a zsidók és a mórok 16. századi spanyolországi üldöztetését.
A sok támadás miatt kedvét vesztette, élete utolsó tíz évében már alig alkotott.

## Művei
Legismertebb műve A háromszögletű kalap (El Sombrero de Tres Picos, 1874) című humoros elbeszélés, a spanyol irodalom legnépszerűbb darabja, amelyből 1919-ben Manuel de Falla komponált balettet.
Alarcón A háromszögletű kalap (1874) történetét egy spanyol népballadából merítette. Témája az a zűrzavar, amit egy molnár féltékenysége okoz, aki azt hiszi, hogy a felesége viszonyt folytat a falu bírójával. Az elbeszélés egyben elbűvölő képet fest Alarcón szűkebb hazája, Andalúzia falvainak mindennapjairól. Egy másik népszerű, és igen kedves humorú elbeszélése a Méregzsák kapitány (El capitán Veneno) (1881). Elbeszélései mellett négy hosszabb regényt is írt. Ezek közül az El escándalo metsző lélektani éleslátásáról ismert. Mindemellett Alarcón több útikönyvet és esszét is írt.
Könyveim története című vallomásszerű írásában szinte neheztelését fejezi ki két legsikeresebb műve, a Háromszögletű kalap és a Méregzsák kapitány iránt, mivel azok sikere háttérbe szorította más munkáit.

### Magyarul
- Veneo kapitány; ford. Fái J. Béla; Pallas, Bp., 1886 (Pallas Könyvtár)
- Különös történetek; ford. Huszár Vilmos; Athenaeum, Bp., 1893 (A Magyar és Világirodalom Kincsestára)
- A háromszögletű kalap és más elbeszélések; ford. Haraszti Gyula; Franklin, Bp., 1894 (Olcsó Könyvtár)
- A tékozló. Regény, 1-2. köt.; Pannonia, Bp., 1894
- A botrány. Regény; ford. Haraszti Gyula; Franklin, Bp., 1896 (Olcsó Könyvtár)
- Venegas Mánuel. Regény; ford. Huszár Vilmos; Athenaeum, Bp., 1897 (Az Athenaeum Olvasótára)
- P. B. Powerː A szárnyas koponya / Pedro A. de Alarconː Veneno kapitány; Magyar Hírlap, Bp., 1905
- A földgolyó; ford. Fáy J. Béla / A Norma fináléja; ford. Széchy Károlyné, bev. Huszár Vilmos; Révai, Bp., 1906 (Klasszikus Regénytár)
- A háromszögletű kalap / Méregzsák kapitány; ford. Benyhe János; Szépirodalmi, Bp., 1957 (Olcsó Könyvtár)
- Méregzsák kapitány (Magyar Helikon, Budapest, 1973, fordította: Benyhe János, illusztrálta: Réber László)
- A végzetes jóslat (Zrínyi Katonai Könyvkiadó, Budapest, 1987, fordította: Benyhe János, Patkós Judit, Tabák András) ISBN 9633263824